# محمد کادر میته
محمد کادر میته (انگلیسی: Mohamed Kader Meïté؛ زادهٔ ۱۱ اکتبر ۲۰۰۷) بازیکن فوتبال اهل فرانسه است که در حال حاضر برای رن در پست مهاجم بازی می‌کند.
وی همچنین در تیم‌های ملی فوتبال زیر ۱۶ سال و زیر ۱۷ سال بازی کرده است.

## دوران باشگاهی
کادر میته محصول آکادمی‌های باشگاه‌های فوتبال سی‌ای پاریس ۱۴، پاریس السیا اف‌سی، یو‌اس ویلجویف، مونتروژ اف‌سی ۹۲ و رن است. او در سال ۲۰۲۴ برای تیم ذخیره رن در لیگ ملی ۳ فرانسه اولین بازی خود را انجام داد. در ۵ نوامبر ۲۰۲۴ اولین قرارداد حرفه‌ای خود را با رن تا سال ۲۰۲۸ امضا کرد. وی در ۱۰ نوامبر ۲۰۲۴ در بازی لیگ ۱ به عنوان بازیکن ذخیره مقابل تولوز با نتیجه ۲–۰ شکست، اولین بازی حرفه‌ای و بزرگسال خود را برای رن انجام داد.

## زندگی شخصی
کادر میته در فرانسه متولد شده و اصالتاً ساحل عاجی است. او در فهرست نهایی تیم ملی فوتبال زیر ۱۷ سال فرانسه برای جام ملت‌های اروپا زیر ۱۷ سال ۲۰۲۴ حضور داشت.